# Заря (Гулькевичский район)
Заря́ — посёлок в Гулькевичском районе Краснодарского края России. Входит в состав сельского поселения Венцы-Заря.

## Население
| 2002 | 2010 |
| ---- | ---- |
| 505  | ↗508 |

## Улицы
| - ул. 30 лет Победы, - ул. Восточная, - ул. Мира, | - ул. Набережная, - ул. Советская, - ул. Южная. |